# حق زندگی، آزادی و جستجوی خوشبختی

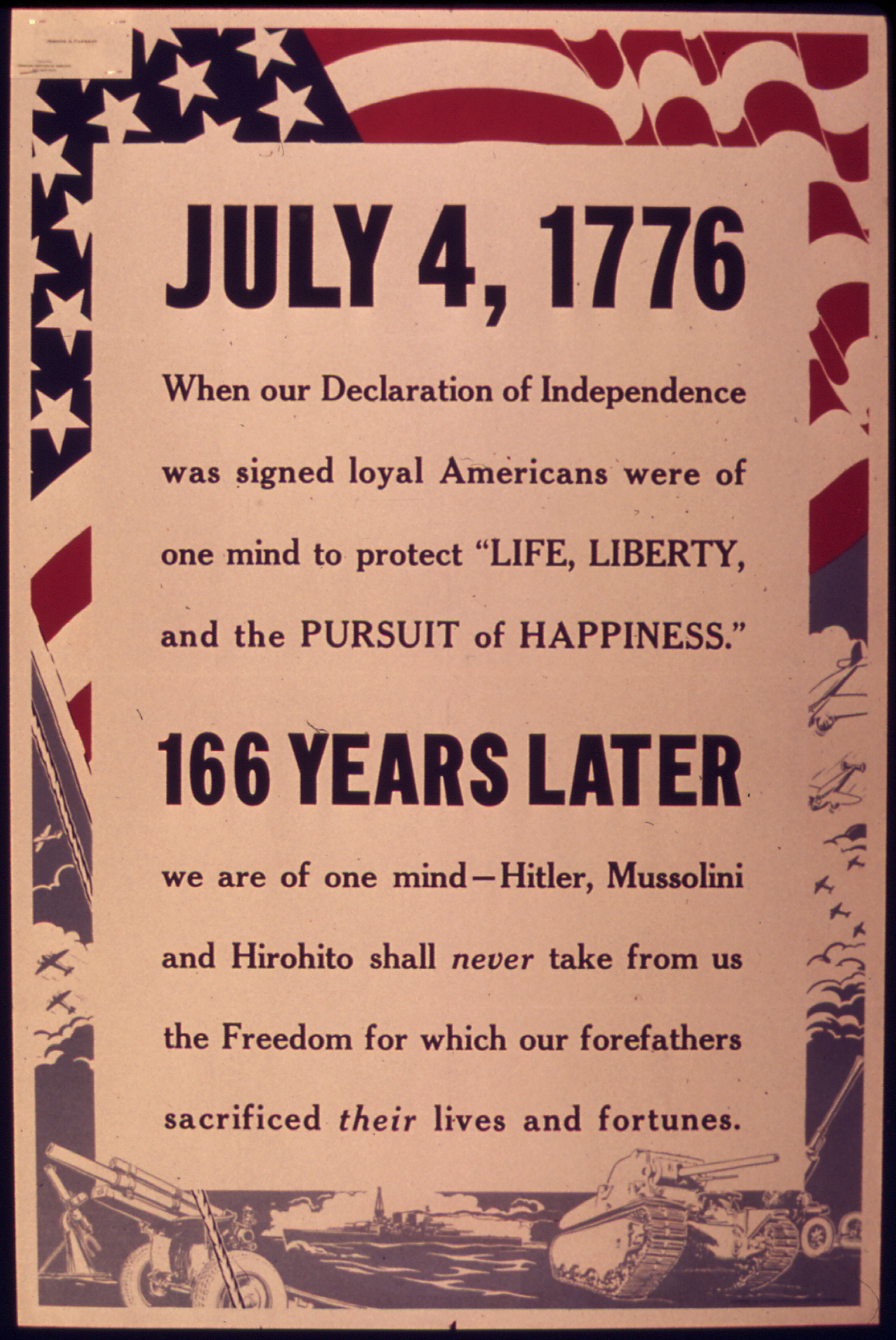
پوستر جنگی دفتر مرتبط با مدیریت بحران. اداره اطلاعات جنگ ایالات متحده (۱۹۴۱–۱۹۴۵)

حق زندگی، آزادی و جستجوی خوشبختی (انگلیسی: Life, Liberty and the pursuit of Happiness) یک عبارت معروف در اعلامیه استقلال ایالات متحده آمریکا است. این عبارت سه نمونه از حقوق طبیعی و قانونی را بیان می‌کند. اعلامیه می‌گوید این حقوق توسط خالق آنها به همه انسان‌ها داده شده‌است. مانند سایر اصول اعلامیه استقلال، این عبارت از نظر قانونی الزام‌آور نیست، اما به‌طور گسترده به آن ارجاع داده شده‌است و الهام بخش بنیان‌های حکومت آمریکا تلقی شده‌است.

## منشأ و خود عبارت
اعلامیه استقلال ایالات متحده توسط توماس جفرسون تهیه شد و سپس توسط کمیته پنج نفره که متشکل از جفرسون، جان آدامز، بنجامین فرانکلین، راجر شرمن و رابرت آر. لوینگستون بود، ویرایش شد. سپس و برای بار دوم توسط دومین کنگره قاره‌ای در ۴ ژوئیه ۱۷۷۶ ویرایش و تصویب شد. بند دوم ماده اول اعلامیه استقلال شامل عبارت «حق زندگی، آزادی و جستجوی خوشبختی» است.

پیش نویس خام اولیهٔ جفرسون در کتابخانه کنگره موجود است، این نسخه توسط جولیان بوید استاد تاریخ برای ایجاد نسخه ای از پیش نویس جفرسون استفاده شد که در آن نوشته شده:
ما این حقایق را مقدس و غیرقابل انکار می‌دانیم. اینکه همه انسانها برابر و مستقل آفریده شده‌اند و از آن خلقت برابر، حقوقی ذاتی و غیرقابل انکار به دست می‌آورند که از جمله آنها حق زندگی و آزادی و جستجوی خوشبختی است.
کمیته پنج نفره پیش نویس جفرسون را ویرایش کرد. این قسمت از نسخهٔ آنها از ویرایش‌های بعدی توسط کنگره دست نخورده باقی ماند و به شرح زیر است:
ما این حقایق را بدیهی می‌دانیم، که همه مردمان برابر آفریده شده‌اند و توسط خالق خود حقوق غیرقابل انکار معینی به آنها عطا شده‌است، که از جملهٔ آنها می‌توان به حق زندگی، آزادی و جستجوی خوشبختی اشاره کرد.
تعدادی از منابع احتمالی الهام برای استفاده جفرسون از این عبارت در اعلامیه استقلال شناسایی شده‌است، اگرچه محققان در مورد میزان تأثیر واقعی هر یک از آنها بر جفرسون بحث می‌کنند. بیشترین اختلاف نظر بین کسانی است که می‌گویند این عبارت از جان لاک گرفته شده‌است و کسانی که این عبارت را به ژان ژاک روسو نسبت می‌دهند.

### فرضیه ریشه داشتن در افکار جان لاک

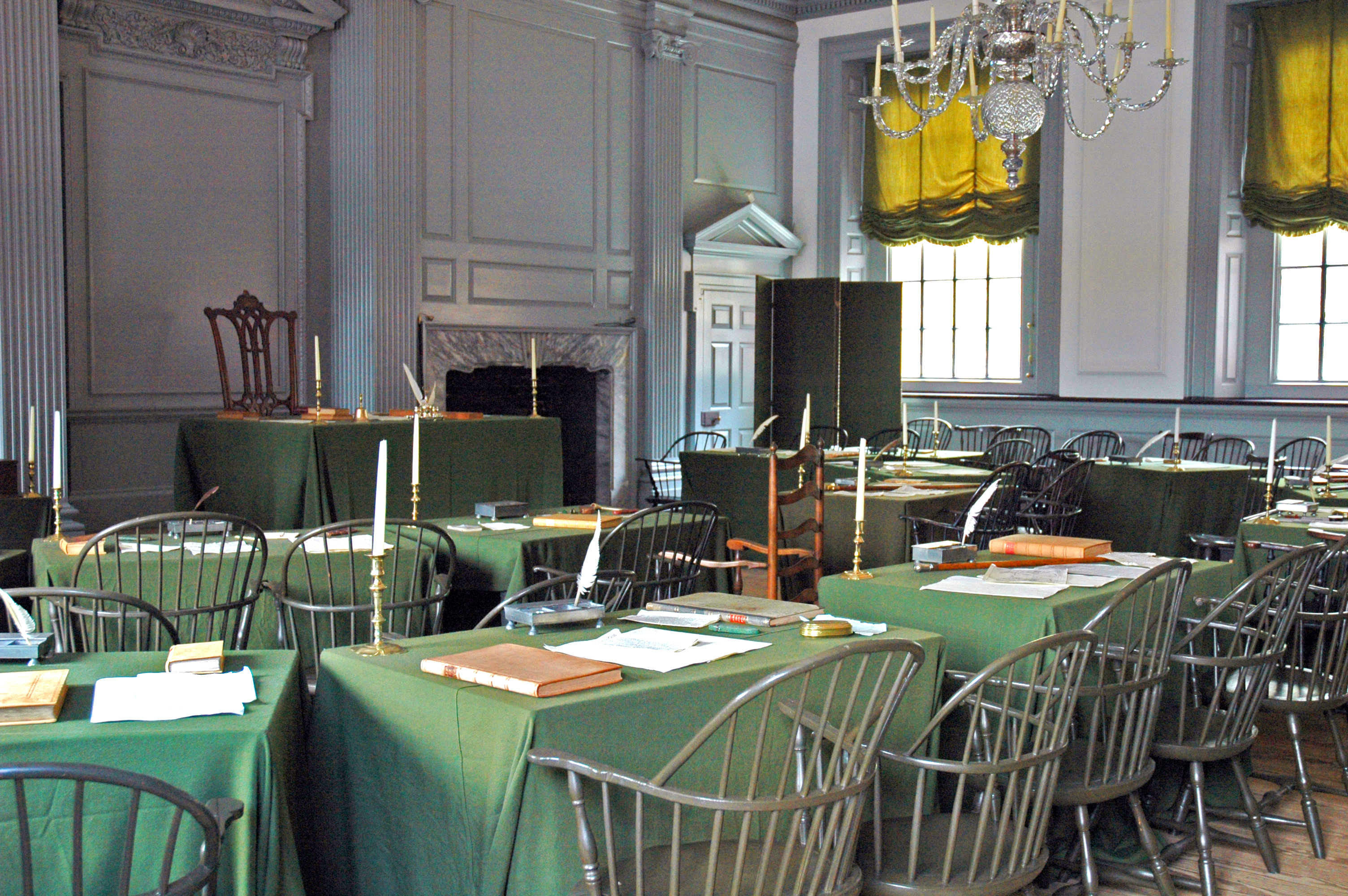
اتاق اجتماعات تالار استقلال که توماس جفرسون در کنگره در آنجا خدمت می‌کرد.

در سال ۱۶۸۹، لاک در دو رساله دربارهٔ دولت استدلال کرد که جامعه سیاسی به خاطر حفاظت از «مالکیت» وجود دارد، که او آن را به عنوان «زندگی، آزادی و دارایی» یک شخص تعریف کرد. او در نامه ای در مورد بردباری نوشت که قدرت قاضی محدود به حفظ «منافع مدنی» یک فرد است که او آن را «زندگی، آزادی، سلامتی و تنبلی بدن و داشتن چیزهای ظاهری» توصیف می‌کند. او در جستاری در خصوص فاهمه بشری اعلام کرد که «بالاترین کمال طبیعت فکری در جستجوی دقیق و مداوم برای شادی واقعی و محکم است». به گفته آن دسته از محققانی که ریشه اندیشه جفرسون را در اندیشه لاک می‌دانستند، جفرسون «املاک» را با «جستجوی خوشبختی» جایگزین کرد، اگرچه این بدان معنا نیست که منظور جفرسون از «تحقق خوشبختی» عمدتاً یا منحصراً به دارایی است. بر اساس چنین فرضی، اعلامیه استقلال اعلام می‌کند که دولت اساساً به دلایلی وجود داشته‌است که لاک ارائه کرده‌است، و برخی این خط فکری را برای حمایت از مفهوم حکومت محدود گسترش داده‌اند. جزوه بوستون (۱۷۷۲)، اعلامیه و تصمیمات اولین کنگره قاره ای (۱۷۷۴)، و اعلامیه حقوق ویرجینیا (۱۷۷۶) نیز حق زندگی، آزادی و مالکیت را اعلام می‌کنند.

### اعلامیه حقوق ویرجینیا
ماده اول و دوم اعلامیه حقوق ویرجینیا، نوشته جورج میسون و به اتفاق آرا توسط کنوانسیون نمایندگان ویرجینیا در ۱۲ ژوئن ۱۷۷۶ به تصویب رسید، از خوشبختی در چارچوب حقوق قابل تشخیص لاک صحبت می‌کند و نمونه ای از روشی است که " حقوق اساسی طبیعی بشر» در آن زمان بیان شد: «اینکه همه انسانها ذاتاً به یک اندازه آزاد و مستقل هستند و دارای حقوق ذاتی خاصی هستند که وقتی وارد یک وضعیت اجتماعی می‌شوند، نمی‌توانند از آن برخوردار شوند. با هر قراردادی، نسل آنها را سلب یا سلب کند؛ یعنی بهره مندی از زندگی و آزادی، با ابزار تحصیل و تملک مال و تعقیب و کسب سعادت و امنیت».
بنجامین فرانکلین با توماس جفرسون در کم‌اهمیت جلوه دادن حفاظت از «مالکیت» به عنوان هدف دولت موافق بود. خاطرنشان می‌شود که فرانکلین این دارایی را «مخلقه جامعه» می‌دانست و بنابراین، او معتقد بود که باید به عنوان راهی برای تأمین مالی جامعه مدنی از آن مالیات گرفته شود.

### فرضیه‌های جایگزین
در سال ۱۶۲۸، سر ادوارد کوک در بخش اول مؤسسه قوانین انگلستان، تفسیر خود در مورد توماس د لیتلتون، نوشت که «معمولاً گفته می‌شود که سه چیز در قانون، زندگی، آزادی، و داوور مورد توجه قرار می‌گیرد.» در قانون کامن لا، مهریه به عنوان وسیله ای که به وسیله آن بیوه و یتیم صاحب زمین متوفی می‌توانستند اموال واقعی خود را حفظ کنند، به شدت محافظت می‌شد.
عبارت جفرسون ممکن است به‌طور خاص بر اساس اپیکوریسم او باشد. جفرسون در نامه خود به ویلیام شورت گفت: «همان‌طور که شما در مورد خودتان می‌گویید، من نیز یک اپیکوری هستم. من آموزه‌های اصیل اپیکور (و نه تلقی شده) را شامل هر چیز عقلانی در فلسفه اخلاق می‌دانم که یونان و روم از ما به جا گذاشته‌اند.» ۲۹ از ۴۰ دکترین اصلی اپیکور (در مورد سلسله مراتب امیال) بیان می‌کند که امیال ممکن است طبیعی و ضروری، طبیعی و غیر ضروری، یا نه طبیعی و نه ضروری باشند. جفرسون ممکن است نسخه‌ای از مقوله «طبیعی و ضروری» خواسته‌ها را در قرارداد اجتماعی کشور جدید خود گنجانده باشد. اپیکور ساموسی در نامه خود به مینوسیوس اظهار داشت: «از میان آرزوهای ضروری برخی برای خوشبختی، برخی برای سلامت جسمانی و برخی برای خود زندگی ضروری هستند». اگر چه در اعلامیه استقلال اشاره ای به سلامتی نشده‌است، اما ممکن است در زیر «زندگی» گنجانده شود، و آزادی و استبداد از ارزش‌های اصلی فلسفه اپیکوری هستند.
گری ویلز استدلال کرده‌است که جفرسون این عبارت را از لاک نگرفته‌است و این در واقع معیاری بوده‌است که دولت‌ها باید بر اساس آن مورد قضاوت قرار گیرند. ویلز آدام فرگوسن را به عنوان راهنمای خوبی برای آنچه جفرسون در ذهن داشت پیشنهاد می‌کند:
«اگر در حقیقت، شجاعت و دلی که برای خیر و صلاح بشریت دارد، مؤلفه سعادت انسان است، محبتی که انجام می‌شود، سعادت را در شخصی که از او حاصل می‌شود، استنتاج می‌کند، نه در او که به او عطا شده‌است. بزرگ‌ترین خیری که انسان‌های دارای سخاوت و سخاوت می‌توانند برای همنوعان خود به دست آورند، مشارکت این شخصیت شاد است. اگر این مصلحت فرد باشد، خیر بشر نیز هست. و فضیلت دیگر وظیفه ای را تحمیل نمی‌کند که به موجب آن ما موظف باشیم آن خیری را که خودمان از آن خودداری می‌کنیم به دیگران عطا کنیم. اما در بالاترین درجه، آن گونه که خودمان داریم، آن حالت سعادت را فرض می‌کنیم که باید آن را در جهان ارتقا دهیم.»
ریچارد کامبرلند، روحانی و فیلسوف قرن هفدهمی، نوشت که ارتقای رفاه همنوعان برای «تعقیب خوشبختی خودمان» ضروری است. لاک هرگز حقوق طبیعی را با خوشبختی مرتبط نکرد، اما مخالف فلسفی او گوتفرید ویلهلم لایبنیتس در مقدمه کتاب " Codex Iuris Gentium " خود چنین ارتباطی را بیان کرد. کتاب «مذهب طبیعت ترسیم شده» نوشته ویلیام ولاستون «راست‌ترین تعریف» از «دین طبیعی» را اینگونه توصیف می‌کند: «تعقیب خوشبختی با عمل عقل و حقیقت». ترجمه انگلیسی اصول حقوق طبیعی و سیاسی ژان ژاک بورلاماکی که در سال ۱۷۶۳ تهیه شد، در فصل آغازینی که به بحث دربارهٔ حقوق طبیعی می‌پردازد، «تعقیب نجیب» «خوشبختی واقعی و محکم» را تحسین کرد. جک راکوو، مورخ، بورلاماکی را منبعی علاوه بر لاک به عنوان الهام‌بخش عبارت جفرسون می‌داند.
منبع احتمالی دیگر برای این عبارت در تفسیر قوانین انگلستان منتشر شده توسط سر ویلیام بلکستون، از ۱۷۶۵ تا ۱۷۶۹ است، که اغلب در قوانین ایالات متحده ذکر شده‌است. بلک استون استدلال می‌کند که خداوند «قوانین عدالت ابدی را چنان به هم پیوسته‌است، چنان‌که به‌طور جدایی ناپذیری با سعادت هر فرد پیوند خورده‌است، که نمی‌توان به عدالت ابدی دست یافت جز با رعایت اولی. و اگر اولی به موقع اطاعت شود، نمی‌تواند دومی را القا کند. در نتیجه پیوند متقابل عدالت و سعادت انسانی، او قانون طبیعت را با انبوهی از قواعد و احکام انتزاعی و صرفاً به تناسب یا عدم تناسب اشیا، چنان‌که برخی بیهوده گمان کرده‌اند، گیج نکرده‌است. اما با مهربانی قاعده اطاعت را به این یک دستور پدری تقلیل داده‌است، «این که انسان باید به دنبال خوشبختی واقعی و اساسی خود باشد». این پایه و اساس چیزی است که ما آن را اخلاق یا قانون طبیعی می‌نامیم.

## شعارهای مشابه در سراسر جهان
دیگر شعارهای سه جانبه عبارتند از «آزادی، برابری، برادری»، (liberty, equality, fraternity) در فرانسه؛ «وحدت، عدالت و آزادی»، (Einigkeit und Recht und Freiheit) در آلمان؛ «صلح، نظم و حکومت خوب»، (peace, order, and good government) در کشورهای مشترک المنافع (از جمله کانادا و استرالیا). همچنین شبیه به یک خط در منشور حقوق کانادا است: «زندگی، آزادی، امنیت شخص» (این خط همچنین در منشور حقوق کانادایی قدیمی بود که «لذت بردن از دارایی» را به لیست اضافه کرد).
این عبارت را می‌توان در فصل سوم، ماده ۱۳ قانون اساسی ۱۹۴۷ ژاپن، فصل دوم، ماده ۱۰ قانون اساسی ۱۹۸۷ کره جنوبی و در اعلامیه استقلال جمهوری دموکراتیک ویتنام توسط رئیس‌جمهور هو شی مین در سال ۱۹۴۵ یافت. عبارت جایگزین «جان، آزادی و دارایی» در اعلامیه حقوق استعماری، قطعنامه اولین کنگره قاره‌ای یافت می‌شود. متمم پنجم و چهاردهم قانون اساسی ایالات متحده اعلام می‌کند که دولت‌ها نمی‌توانند هیچ شخصی را از «جان، آزادی یا مال» بدون روند قانونی محروم کنند. همچنین در ماده ۳ اعلامیه جهانی حقوق بشر آمده‌است: «هر کس حق زندگی، آزادی و امنیت شخصی دارد».

## بیشتر خواندن
- Conklin, Carli N. (2019). The Pursuit of Happiness in the Founding Era: An Intellectual History. University of Missouri Press. ISBN 978-0-8262-2185-8. LCCN 2018043085.
- Eicholz, Hans (2008). "Pursuit of Happiness".  In Hamowy, Ronald (ed.). The Encyclopedia of Libertarianism. Thousand Oaks, CA: Sage; Cato Institute. pp. 408–410. doi:10.4135/9781412965811.n252. ISBN 978-1-4129-6580-4. LCCN 2008009151. OCLC 750831024.